# Davide Aiello
Davide Aiello (Palermo, 31 ottobre 1985) è un politico italiano, deputato per il Movimento 5 Stelle.

## Biografia
È bisnipote di Andrea Raia, sindacalista comunista ucciso dalla mafia a Casteldaccia nel 1944. 
Nel 2016 si è laureato in Giurisprudenza presso l'Università degli Studi di Palermo. 

## Attività politica
Si avvicina al Movimento 5 Stelle nel 2012 partecipando ai meet-up di Palermo e Bagheria e fondando quello di Casteldaccia, dove è eletto consigliere comunale alle elezioni comunali del 2013. 
Alle elezioni politiche del 2018 viene eletto deputato per il Movimento 5 Stelle nel collegio plurinominale Sicilia 1 - 02. Durante la XVIII Legislatura è stato membro della Commissione Lavoro e della Commissione Bicamerale Antimafia.
Alle elezioni politiche del 2022 è rieletto deputato, sempre per il Movimento 5 Stelle, nel collegio uninominale Sicilia 1 - 01 (Palermo: Quartiere 11 - Settecannoli) con il 35,86% dei voti, superando Gabriella Giammanco del centrodestra (28,18%) ed Erasmo Palazzotto del centrosinistra (20,57%).